# Celama hyemalis
Celama hyemalis är en fjärilsart som beskrevs av Richard Harper Stretch 1885. Celama hyemalis ingår i släktet Celama och familjen trågspinnare. Inga underarter finns listade i Catalogue of Life.